# 伊斯雷·戴格
伊斯雷·戴格（英語：Israel Dagg；1988年6月6日—）是一位新西蘭橄欖球運動員。他是新西蘭國家橄欖球隊的一員，代表新西蘭參加了2011年世界盃橄欖球賽。